# مسجد ضرار

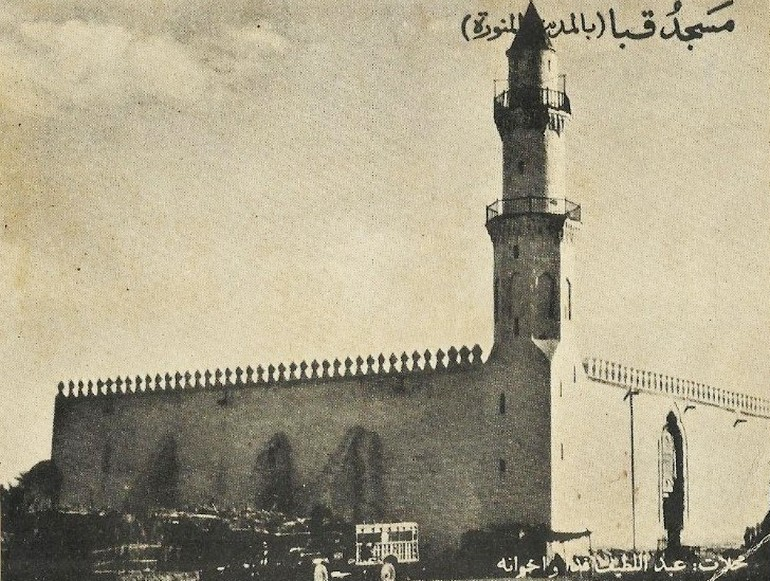
مسجد قبا در مدینه، که توسط پیامبر اسلام ساخته شده است.

مسجد ضرار (عربی: المسجد الضرار) یا مسجد اختلاف که در قرآن به آن اشاره شده است؛ مسجدی است که در مدینه نزدیک به مسجد قبا، ساخته شد و پیامبر اسلام محمد در ابتدا با آن موافقت کرد اما پس از نزول آیاتی هنگامی که از لشکرکشی از تبوک برمی‌گشت، آن را ویران کرد.

## ساخت مسجد
در روایاتی مسجد توسط پانزده نفر به دستور ابوعامر الرحیب که در شام ساکن بود ساخته شده است. ابوعامر الرحیب دعوت محمد به اسلام را رد کرد و در عوض همراه با مشرکان مکه در جنگ اُحد با اسلام مبارزه کرد.

### اهداف ساخت
سازندگان ادعا کردند مسجد جدید را برای بیماران و گرفتارانی ساخته‌اند که امکان حضور در مسجد قبا را ندارند و به بهانه ساخت مسجد از حضور در جنگ تبوک نیز سر باز زدند اما گفته می‌شود که ابوعامر از افراد خویش خواسته است که پایگاهی ایجاد کنند و هرچه از دستشان بر می‌آید از قدرت و اسلحه آماده کنند تا همان‌طور که وعده داده بود ارتشی را با حمایت هراکلیوس برای جنگ با محمد و یارانش هدایت کند و رسالت او را با اخراجش از مدینه شکست دهد.
احمد بن یحیی بلاذری همچنین بیان می‌کند که افرادی که مسجد ضرار را «برای شرارت و خیانت و برای نفاق میان مؤمنان» بنا کردند، از اقامه نماز در مسجد قبا خودداری کردند و ادعا کردند که این بنا در مکانی ساخته شده است که قبلاً چهارپایانی چون خر بسته می‌شد.
ابن کثیر در تفسیر خود ذکر می‌کند که ابوعامر الرحیب (یک راهب مسیحی) به برخی از انصار مسلمان ناراضی گفت که مسجد را بسازند. گفته می‌شود که ابو عامر به برخی گفته است که برای اخراج محمد نزد امپراتور (سزار) بیزانس می‌رود و با سربازان رومی بازمی‌گردد.

## نزول آیه
پس از ساخت مسجد، بانیان آن نزد پیامبر رفتند و از وی خواستند برای افتتاح این مسجد در آنجا نماز بخواند تا از برکت دعای پیامبر برخوردار گردند.اما پیامبر، که عازم غزوه تبوک بود، درخواست آنان را به پس از بازگشت از سفر موکول کرد. هنگامی‌که پیامبر از تبوک بازگشت و به جایی به نام ذی اَوان (یا آروان) نزدیک مدینه رسید، آیات ۱۰۷ و ۱۰۸ سوره توبه بر وی نازل شد.
﴿وَالَّذِينَ اتَّخَذُوا مَسْجِدًا ضِرَارًا وَكُفْرًا وَتَفْرِيقًا بَيْنَ الْمُؤْمِنِينَ وَإِرْصَادًا لِمَنْ حَارَبَ اللَّهَ وَرَسُولَهُ مِنْ قَبْلُ ۚ وَلَيَحْلِفُنَّ إِنْ أَرَدْنَا إِلَّا الْحُسْنَىٰ ۖ وَاللَّهُ يَشْهَدُ إِنَّهُمْ لَكَاذِبُونَ﴾
(گروهی دیگر از آنها) کسانی هستند که مسجدی ساختند برای زیان (به مسلمانان)، و (تقوّیت) کفر، و تفرقه‌افکنی میان مؤمنان، و کمینگاه برای کسی که از پیش با خدا و پیامبرش مبارزه کرده بود؛ آنها سوگند یاد می‌کنند که: «جز نیکی (و خدمت)، نظری نداشته‌ایم!» امّا خداوند گواهی می‌دهد که آنها دروغگو هستند!
﴿لَا تَقُمْ فِيهِ أَبَدًا ۚ لَمَسْجِدٌ أُسِّسَ عَلَى التَّقْوَىٰ مِنْ أَوَّلِ يَوْمٍ أَحَقُّ أَنْ تَقُومَ فِيهِ ۚ فِيهِ رِجَالٌ يُحِبُّونَ أَنْ يَتَطَهَّرُوا ۚ وَاللَّهُ يُحِبُّ الْمُطَّهِّرِينَ﴾
هرگز در آن (مسجد به عبادت) نایست! آن مسجدی که از روز نخست بر پایه تقوا بنا شده، شایسته‌تر است که در آن (به عبادت) بایستی؛ در آن، مردانی هستند که دوست می‌دارند پاکیزه باشند؛ و خداوند پاکیزگان را دوست دارد!

## تخریب
پس از نزول آیه ۱۰۷ سوره توبه، پیامبر به اصحاب خود دستور داد تا این مسجد را ویران کنند و آتش بزنند و آنان نیز این بنا را با خاک یکسان کردند. مکان آن نیز، به دستور پیامبر، محل ریختن زباله و مردار شد.
ویلیام مویر اشاره می‌کند که محمد معتقد بود این مسجد برای ایجاد اختلاف در میان مسلمانان با دور کردن مردم از مسجد قبا ساخته شده است.